# Aspicarpa hirsuta
Aspicarpa hirsuta är en tvåhjärtbladig växtart som först beskrevs av A. St.-hil., och fick sitt nu gällande namn av Emil Hassler. Aspicarpa hirsuta ingår i släktet Aspicarpa och familjen Malpighiaceae. Inga underarter finns listade i Catalogue of Life.